# Wapen van Lienden

Lienden

Het wapen van Lienden toont het wapen van de voormalige gemeente Lienden. Het wapen werd aan de gemeente verleend met het Koninklijk Besluit van 17 juli 1947. De omschrijving luidt:
"In keel een kruis van goud. Het schild gedekt met een gouden kroon van drie bladeren en twee paarlen."

## Geschiedenis
Het gaat hier om het familiewapen van Van Lynden. Het schild ten slotte gedekt met een gravenkroon. Op 1 januari 1999 werd de gemeente opgeheven en toegevoegd aan de gemeente Buren. Er werden geen elementen opgenomen in het wapen van Buren.

## Afbeelding

Van Lynden

Aalst · 
Ammerzoden · 
Angerlo · 
Appeltern · 
Batenburg · 
Beesd · 
Beltrum · 
Bemmel · 
Bergharen · 
Bergh · 
Beusichem · 
Borculo · 
Brakel · 
Buurmalsen · 
Deil · 
Didam · 
Dinxperlo · 
Dodewaard ·
Doornspijk ·
Dreumel ·
Driel ·
Echteld ·
Eibergen ·
Elst ·
Est en Opijnen ·
Everdingen ·
Ewijk ·
Gameren ·
Geesteren · 
Geldermalsen · 
Gendringen · 
Gendt ·
Groenlo ·
Groesbeek ·  
Haaften ·
Hedel ·
's-Heerenberg ·
Heerewaarden ·
Hemmen ·
Hengelo ·
Herwen en Aerdt ·
Herwijnen ·
Heteren ·
Heukelum ·
Hoevelaken ·
Horssen ·
Huissen ·
Hummelo en Keppel ·
Hurwenen  ·
Kerkwijk ·
Keppel ·
Kesteren ·
Laren · 
Lichtenvoorde ·
Lienden ·
Lingewaal · 
Maurik ·
Millingen aan de Rijn ·
Nederhemert ·
Neede ·
Neerijnen ·
Netterden ·
Niftrik ·
Nijbroek ·
Ophemert ·
Overasselt ·
Pannerden ·
Poederoijen · 
Renkum ·
Rijnwaarden ·
Rossum ·
Ruurlo ·
Steenderen ·
Terborg ·
Twello ·
Ubbergen ·
Valburg ·
Varik ·
Vorden ·
Vuren ·
Waardenburg ·
Wadenoijen ·
Wamel ·
Wehl ·   
Warnsveld ·
Wisch ·
Zeddam ·
Zelhem ·
Zoelen ·
Zuilichem 

Dorps-, heerlijkheids- en stadswapens: 

Acquoy 
· Baak 
· Barlham 
· Bredevoort 
· Doreweerd 
· Elden
· Enspijk 
· Gellicum 
· Groessen 
· Hakfort 
· Hellouw 
· IJzendoorn 
· Kell  
· Lede en Oudewaard 
· Lichtenberg 
· Loil 
· Maasbommel 
· Meijnerswijk 
· Meteren 
· Middagten 
· Rhenoy 
. Rumpt
· Tricht 
· Verwolde 
· Wildenborch